# Kim Tae-young
Kim Tae-young ((김태영?); Goheung, 8 novembre 1970) è un allenatore di calcio ed ex calciatore sudcoreano, di ruolo difensore.
Con la Nazionale sudcoreana ha partecipato ai Mondiali nel 1998 e nel 2002.

## Palmarès
- Coppa della Corea del Sud: 2

Chunnam Dragons: 1994

## Statistiche

### Cronologia presenze e reti in nazionale
| Cronologia completa delle presenze e delle reti in nazionale ― Corea del Sud | Cronologia completa delle presenze e delle reti in nazionale ― Corea del Sud | Cronologia completa delle presenze e delle reti in nazionale ― Corea del Sud | Cronologia completa delle presenze e delle reti in nazionale ― Corea del Sud | Cronologia completa delle presenze e delle reti in nazionale ― Corea del Sud | Cronologia completa delle presenze e delle reti in nazionale ― Corea del Sud | Cronologia completa delle presenze e delle reti in nazionale ― Corea del Sud | Cronologia completa delle presenze e delle reti in nazionale ― Corea del Sud |
| Data                                                                         | Città                                                                        | In casa                                                                      | Risultato                                                                    | Ospiti                                                                       | Competizione                                                                 | Reti                                                                         | Note                                                                         |
| ---------------------------------------------------------------------------- | ---------------------------------------------------------------------------- | ---------------------------------------------------------------------------- | ---------------------------------------------------------------------------- | ---------------------------------------------------------------------------- | ---------------------------------------------------------------------------- | ---------------------------------------------------------------------------- | ---------------------------------------------------------------------------- |
| 22-10-1992                                                                   | Anyang                                                                       | Corea del Sud                                                                | 0 – 0                                                                        | Emirati Arabi Uniti                                                          | Amichevole                                                                   | -                                                                            |                                                                              |
| 9-3-1993                                                                     | Vancouver                                                                    | Canada                                                                       | 0 – 2                                                                        | Corea del Sud                                                                | Amichevole                                                                   | 1                                                                            |                                                                              |
| 11-3-1993                                                                    | Victoria                                                                     | Canada                                                                       | 2 – 0                                                                        | Corea del Sud                                                                | Amichevole                                                                   | -                                                                            |                                                                              |
| 28-4-1993                                                                    | Ulsan                                                                        | Corea del Sud                                                                | 2 – 2                                                                        | Iraq                                                                         | Amichevole                                                                   | -                                                                            | 62’                                                                          |
| 15-5-1993                                                                    | Beirut                                                                       | Hong Kong                                                                    | 0 – 3                                                                        | Corea del Sud                                                                | Qual. Mondiali 1994                                                          | -                                                                            |                                                                              |
| 5-6-1993                                                                     | Seul                                                                         | Corea del Sud                                                                | 4 – 1                                                                        | Hong Kong                                                                    | Qual. Mondiali 1994                                                          | -                                                                            |                                                                              |
| 7-6-1993                                                                     | Seul                                                                         | Corea del Sud                                                                | 2 – 0                                                                        | Libano                                                                       | Qual. Mondiali 1994                                                          | -                                                                            | 59’                                                                          |
| 9-6-1993                                                                     | Seul                                                                         | Corea del Sud                                                                | 7 – 0                                                                        | India                                                                        | Qual. Mondiali 1994                                                          | 2                                                                            |                                                                              |
| 13-6-1993                                                                    | Seul                                                                         | Corea del Sud                                                                | 3 – 0                                                                        | Bahrein                                                                      | Qual. Mondiali 1994                                                          | -                                                                            |                                                                              |
| 19-6-1993                                                                    | Seul                                                                         | Corea del Sud                                                                | 1 – 2                                                                        | Egitto                                                                       | 1993 President's Cup                                                         | -                                                                            | 80’                                                                          |
| 28-6-1993                                                                    | Seul                                                                         | Corea del Sud                                                                | 0 – 1                                                                        | Egitto                                                                       | 1993 President's Cup                                                         | -                                                                            |                                                                              |
| 13-3-1996                                                                    | Zagabria                                                                     | Croazia                                                                      | 3 – 0                                                                        | Corea del Sud                                                                | Amichevole                                                                   | -                                                                            | 45’                                                                          |
| 19-3-1996                                                                    | Dubai                                                                        | Emirati Arabi Uniti                                                          | 3 – 2                                                                        | Corea del Sud                                                                | 1996 Emirates Cup                                                            | -                                                                            | 67’                                                                          |
| 18-1-1997                                                                    | Melbourne                                                                    | Corea del Sud                                                                | 1 – 0                                                                        | Norvegia                                                                     | Opus Tournament                                                              | -                                                                            |                                                                              |
| 22-1-1997                                                                    | Brisbane                                                                     | Australia                                                                    | 2 – 1                                                                        | Corea del Sud                                                                | Opus Tournament                                                              | -                                                                            | 80’                                                                          |
| 25-1-1997                                                                    | Sydney                                                                       | Corea del Sud                                                                | 3 – 1                                                                        | Nuova Zelanda                                                                | Opus Tournament                                                              | -                                                                            | 65’                                                                          |
| 22-2-1997                                                                    | Hong Kong                                                                    | Hong Kong                                                                    | 0 – 2                                                                        | Corea del Sud                                                                | Qual. Mondiali 1998                                                          | -                                                                            |                                                                              |
| 2-3-1997                                                                     | Bangkok                                                                      | Thailandia                                                                   | 1 – 3                                                                        | Corea del Sud                                                                | Qual. Mondiali 1998                                                          | -                                                                            | 79’                                                                          |
| 23-4-1997                                                                    | Pechino                                                                      | Cina                                                                         | 0 – 2                                                                        | Corea del Sud                                                                | Korea-China Annual Match                                                     | -                                                                            | 81’                                                                          |
| 21-5-1997                                                                    | Tokyo                                                                        | Giappone                                                                     | 1 – 1                                                                        | Corea del Sud                                                                | Amichevole                                                                   | -                                                                            | 46’                                                                          |
| 14-6-1997                                                                    | Suwon                                                                        | Corea del Sud                                                                | 3 – 0                                                                        | Ghana                                                                        | 1997 Korea Cup                                                               | -                                                                            | 63’                                                                          |
| 24-8-1997                                                                    | Taegu                                                                        | Corea del Sud                                                                | 4 – 1                                                                        | Tagikistan                                                                   | Amichevole                                                                   | -                                                                            |                                                                              |
| 30-8-1997                                                                    | Seul                                                                         | Corea del Sud                                                                | 0 – 0                                                                        | Cina                                                                         | Korea-China Annual Match                                                     | -                                                                            | 67’                                                                          |
| 6-9-1997                                                                     | Seul                                                                         | Corea del Sud                                                                | 3 – 0                                                                        | Kazakistan                                                                   | Qual. Mondiali 1998                                                          | -                                                                            |                                                                              |
| 4-10-1997                                                                    | Seul                                                                         | Corea del Sud                                                                | 3 – 0                                                                        | Emirati Arabi Uniti                                                          | Qual. Mondiali 1998                                                          | -                                                                            |                                                                              |
| 11-10-1997                                                                   | Almaty                                                                       | Kazakistan                                                                   | 1 – 1                                                                        | Corea del Sud                                                                | Qual. Mondiali 1998                                                          | -                                                                            |                                                                              |
| 27-1-1998                                                                    | Bangkok                                                                      | Egitto                                                                       | 0 – 2                                                                        | Corea del Sud                                                                | 1998 King's Cup                                                              | -                                                                            | 54’                                                                          |
| 29-1-1998                                                                    | Bangkok                                                                      | Thailandia                                                                   | 0 – 2                                                                        | Corea del Sud                                                                | 1998 King's Cup                                                              | -                                                                            | 55’                                                                          |
| 31-1-1998                                                                    | Bangkok                                                                      | Corea del Sud                                                                | 1 – 1 dts (5 – 4 dtr)                                                        | Egitto                                                                       | 1998 King's Cup                                                              | -                                                                            | 71’                                                                          |
| 7-2-1998                                                                     | Auckland                                                                     | Nuova Zelanda                                                                | 0 – 1                                                                        | Corea del Sud                                                                | Amichevole                                                                   | -                                                                            | 46’                                                                          |
| 11-2-1998                                                                    | Sydney                                                                       | Australia                                                                    | 3 – 1                                                                        | Corea del Sud                                                                | Amichevole                                                                   | -                                                                            | 85’                                                                          |
| 4-3-1998                                                                     | Yokohama                                                                     | Corea del Sud                                                                | 2 – 1                                                                        | Cina                                                                         | Coppa Dinastia 1998                                                          | -                                                                            | 84’                                                                          |
| 7-3-1998                                                                     | Tokyo                                                                        | Corea del Sud                                                                | 1 – 0                                                                        | Hong Kong                                                                    | Coppa Dinastia 1998                                                          | -                                                                            | 71’                                                                          |
| 1-4-1998                                                                     | Seul                                                                         | Corea del Sud                                                                | 2 – 1                                                                        | Giappone                                                                     | Amichevole                                                                   | -                                                                            |                                                                              |
| 15-4-1998                                                                    | Bratislava                                                                   | Slovacchia                                                                   | 0 – 0                                                                        | Corea del Sud                                                                | Amichevole                                                                   | -                                                                            |                                                                              |
| 18-4-1998                                                                    | Skopje                                                                       | Macedonia                                                                    | 2 – 2                                                                        | Corea del Sud                                                                | Amichevole                                                                   | -                                                                            | 90’                                                                          |
| 16-5-1998                                                                    | Seul                                                                         | Corea del Sud                                                                | 2 – 1                                                                        | Giamaica                                                                     | Amichevole                                                                   | -                                                                            |                                                                              |
| 19-5-1998                                                                    | Seul                                                                         | Corea del Sud                                                                | 0 – 0                                                                        | Giamaica                                                                     | Amichevole                                                                   | -                                                                            | 46’                                                                          |
| 4-6-1998                                                                     | Seul                                                                         | Corea del Sud                                                                | 1 – 1                                                                        | Cina                                                                         | Korea-China Annual Match                                                     | -                                                                            | 63’                                                                          |
| 13-6-1998                                                                    | Lione                                                                        | Corea del Sud                                                                | 1 – 3                                                                        | Messico                                                                      | Mondiali 1998 - 1º turno                                                     | -                                                                            |                                                                              |
| 20-6-1998                                                                    | Marsiglia                                                                    | Paesi Bassi                                                                  | 5 – 0                                                                        | Corea del Sud                                                                | Mondiali 1998 - 1º turno                                                     | -                                                                            | 53’                                                                          |
| 25-6-1998                                                                    | Parigi                                                                       | Belgio                                                                       | 1 – 1                                                                        | Corea del Sud                                                                | Mondiali 1998 - 1º turno                                                     | -                                                                            | 48’                                                                          |
| 28-3-1999                                                                    | Seul                                                                         | Corea del Sud                                                                | 1 – 0                                                                        | Brasile                                                                      | Amichevole                                                                   | -                                                                            | 77’                                                                          |
| 5-6-1999                                                                     | Seul                                                                         | Corea del Sud                                                                | 1 – 2                                                                        | Belgio                                                                       | Amichevole                                                                   | -                                                                            |                                                                              |
| 12-6-1999                                                                    | Seul                                                                         | Corea del Sud                                                                | 3 – 1                                                                        | Messico                                                                      | 1999 Korea Cup                                                               | -                                                                            |                                                                              |
| 15-6-1999                                                                    | Seul                                                                         | Corea del Sud                                                                | 0 – 0                                                                        | Egitto                                                                       | 1999 Korea Cup                                                               | -                                                                            |                                                                              |
| 19-6-1999                                                                    | Seul                                                                         | Corea del Sud                                                                | 1 – 1                                                                        | Croazia                                                                      | 1999 Korea Cup                                                               | -                                                                            |                                                                              |
| 21-1-2000                                                                    | Auckland                                                                     | Nuova Zelanda                                                                | 0 – 1                                                                        | Corea del Sud                                                                | Amichevole                                                                   | -                                                                            |                                                                              |
| 23-1-2000                                                                    | Palmerston North                                                             | Nuova Zelanda                                                                | 0 – 0                                                                        | Corea del Sud                                                                | Amichevole                                                                   | -                                                                            |                                                                              |
| 15-2-2000                                                                    | Los Angeles                                                                  | Canada                                                                       | 0 – 0                                                                        | Corea del Sud                                                                | Gold Cup 2000 - 1º turno                                                     | -                                                                            | 31’                                                                          |
| 17-2-2000                                                                    | Los Angeles                                                                  | Corea del Sud                                                                | 2 – 2                                                                        | Costa Rica                                                                   | Gold Cup 2000 - 1º turno                                                     | -                                                                            |                                                                              |
| 26-4-2000                                                                    | Seul                                                                         | Corea del Sud                                                                | 1 – 0                                                                        | Giappone                                                                     | Amichevole                                                                   | -                                                                            | 68’ 72’                                                                      |
| 4-10-2000                                                                    | Abu Dhabi                                                                    | Emirati Arabi Uniti                                                          | 1 – 1 dts (3 – 2 dtr)                                                        | Corea del Sud                                                                | Coppa LG                                                                     | -                                                                            |                                                                              |
| 7-10-2000                                                                    | Abu Dhabi                                                                    | Corea del Sud                                                                | 4 – 2                                                                        | Australia                                                                    | Coppa LG                                                                     | -                                                                            | 80’ 87’                                                                      |
| 19-10-2000                                                                   | Tripoli                                                                      | Corea del Sud                                                                | 3 – 0                                                                        | Indonesia                                                                    | Coppa d'Asia 2000 - 1º turno                                                 | -                                                                            |                                                                              |
| 23-10-2000                                                                   | Tripoli                                                                      | Iran                                                                         | 1 – 2 dts                                                                    | Corea del Sud                                                                | Coppa d'Asia 2000 - Quarti di finale                                         | -                                                                            |                                                                              |
| 26-10-2000                                                                   | Beirut                                                                       | Corea del Sud                                                                | 1 – 2                                                                        | Arabia Saudita                                                               | Coppa d'Asia 2000 - Semifinali                                               | -                                                                            |                                                                              |
| 24-1-2001                                                                    | Hong Kong                                                                    | Corea del Sud                                                                | 2 – 3                                                                        | Norvegia                                                                     | Coppa Carlsberg                                                              | -                                                                            |                                                                              |
| 27-1-2001                                                                    | Hong Kong                                                                    | Paraguay                                                                     | 1 – 1 dts (5 – 6 dtr)                                                        | Corea del Sud                                                                | Coppa Carlsberg                                                              | -                                                                            |                                                                              |
| 11-2-2001                                                                    | Dubai                                                                        | Emirati Arabi Uniti                                                          | 1 – 4                                                                        | Corea del Sud                                                                | 2001 Emirates Cup                                                            | -                                                                            | 61’                                                                          |
| 24-4-2001                                                                    | Il Cairo                                                                     | Corea del Sud                                                                | 1 – 0                                                                        | Iran                                                                         | Coppa LG                                                                     | -                                                                            |                                                                              |
| 26-4-2001                                                                    | Il Cairo                                                                     | Egitto                                                                       | 1 – 2                                                                        | Corea del Sud                                                                | Coppa LG                                                                     | -                                                                            |                                                                              |
| 25-5-2001                                                                    | Suwon                                                                        | Corea del Sud                                                                | 0 – 0                                                                        | Camerun                                                                      | Amichevole                                                                   | -                                                                            |                                                                              |
| 30-5-2001                                                                    | Taegu                                                                        | Francia                                                                      | 5 – 0                                                                        | Corea del Sud                                                                | Conf. Cup 2001 - 1º turno                                                    | -                                                                            | 74’                                                                          |
| 1-6-2001                                                                     | Ulsan                                                                        | Corea del Sud                                                                | 2 – 1                                                                        | Messico                                                                      | Conf. Cup 2001 - 1º turno                                                    | -                                                                            |                                                                              |
| 3-6-2001                                                                     | Suwon                                                                        | Corea del Sud                                                                | 1 – 0                                                                        | Australia                                                                    | Conf. Cup 2001 - 1º turno                                                    | -                                                                            |                                                                              |
| 13-9-2001                                                                    | Daejeon                                                                      | Corea del Sud                                                                | 2 – 2                                                                        | Nigeria                                                                      | Amichevole                                                                   | -                                                                            |                                                                              |
| 16-9-2001                                                                    | Pusan                                                                        | Corea del Sud                                                                | 2 – 1                                                                        | Nigeria                                                                      | Amichevole                                                                   | -                                                                            |                                                                              |
| 8-11-2001                                                                    | Jeonju                                                                       | Corea del Sud                                                                | 0 – 1                                                                        | Senegal                                                                      | Amichevole                                                                   | -                                                                            |                                                                              |
| 10-11-2001                                                                   | Seul                                                                         | Corea del Sud                                                                | 2 – 0                                                                        | Croazia                                                                      | Amichevole                                                                   | -                                                                            | 53’                                                                          |
| 13-11-2001                                                                   | Gwangju                                                                      | Corea del Sud                                                                | 1 – 1                                                                        | Croazia                                                                      | Amichevole                                                                   | -                                                                            | 24’                                                                          |
| 19-1-2002                                                                    | Pasadena                                                                     | Stati Uniti                                                                  | 2 – 1                                                                        | Corea del Sud                                                                | Gold Cup 2002 - 1º turno                                                     | -                                                                            |                                                                              |
| 23-1-2002                                                                    | Pasadena                                                                     | Corea del Sud                                                                | 0 – 0                                                                        | Cuba                                                                         | Gold Cup 2002 - 1º turno                                                     | -                                                                            |                                                                              |
| 27-1-2002                                                                    | Pasadena                                                                     | Messico                                                                      | 0 – 0 dts (2 – 4 dtr)                                                        | Corea del Sud                                                                | Gold Cup 2002 - Quarti di finale                                             | -                                                                            |                                                                              |
| 30-1-2002                                                                    | Pasadena                                                                     | Costa Rica                                                                   | 3 – 1                                                                        | Corea del Sud                                                                | Gold Cup 2002 - Semifinale                                                   | -                                                                            |                                                                              |
| 13-3-2002                                                                    | Tunisi                                                                       | Tunisia                                                                      | 0 – 0                                                                        | Corea del Sud                                                                | Amichevole                                                                   | -                                                                            |                                                                              |
| 26-3-2002                                                                    | Bochum                                                                       | Corea del Sud                                                                | 0 – 0                                                                        | Turchia                                                                      | Amichevole                                                                   | -                                                                            |                                                                              |
| 20-4-2002                                                                    | Taegu                                                                        | Corea del Sud                                                                | 2 – 0                                                                        | Costa Rica                                                                   | Amichevole                                                                   | -                                                                            | 66’                                                                          |
| 27-4-2002                                                                    | Incheon                                                                      | Corea del Sud                                                                | 0 – 0                                                                        | Cina                                                                         | Amichevole                                                                   | -                                                                            |                                                                              |
| 16-5-2002                                                                    | Pusan                                                                        | Corea del Sud                                                                | 4 – 1                                                                        | Scozia                                                                       | Amichevole                                                                   | -                                                                            |                                                                              |
| 4-6-2002                                                                     | Pusan                                                                        | Corea del Sud                                                                | 2 – 0                                                                        | Polonia                                                                      | Mondiali 2002 - 1º turno                                                     | -                                                                            |                                                                              |
| 10-6-2002                                                                    | Taegu                                                                        | Corea del Sud                                                                | 1 – 1                                                                        | Stati Uniti                                                                  | Mondiali 2002 - 1º turno                                                     | -                                                                            |                                                                              |
| 14-6-2002                                                                    | Incheon                                                                      | Portogallo                                                                   | 0 – 1                                                                        | Corea del Sud                                                                | Mondiali 2002 - 1º turno                                                     | -                                                                            | 24’                                                                          |
| 18-6-2002                                                                    | Daejeon                                                                      | Corea del Sud                                                                | 2 – 1 gg                                                                     | Italia                                                                       | Mondiali 2002 - Ottavi di finale                                             | -                                                                            | 17’ 63’                                                                      |
| 22-6-2002                                                                    | Gwangju                                                                      | Spagna                                                                       | 0 – 0 dts (3 – 5 dtr)                                                        | Corea del Sud                                                                | Mondiali 2002 - Quarti di finale                                             | -                                                                            | 90’                                                                          |
| 25-6-2002                                                                    | Seul                                                                         | Germania                                                                     | 1 – 0                                                                        | Corea del Sud                                                                | Mondiali 2002 - Semifinale                                                   | -                                                                            |                                                                              |
| 29-6-2002                                                                    | Taegu                                                                        | Corea del Sud                                                                | 2 – 3                                                                        | Turchia                                                                      | Mondiali 2002 - Finale 3º posto                                              | -                                                                            | 46’                                                                          |
| 20-11-2002                                                                   | Seul                                                                         | Corea del Sud                                                                | 2 – 3                                                                        | Brasile                                                                      | Amichevole                                                                   | -                                                                            |                                                                              |
| 29-3-2003                                                                    | Pusan                                                                        | Corea del Sud                                                                | 0 – 0                                                                        | Colombia                                                                     | Amichevole                                                                   | -                                                                            |                                                                              |
| 16-4-2003                                                                    | Seul                                                                         | Corea del Sud                                                                | 0 – 1                                                                        | Giappone                                                                     | Amichevole                                                                   | -                                                                            |                                                                              |
| 31-5-2003                                                                    | Tokyo                                                                        | Giappone                                                                     | 0 – 1                                                                        | Corea del Sud                                                                | Amichevole                                                                   | -                                                                            |                                                                              |
| 8-6-2003                                                                     | Seul                                                                         | Corea del Sud                                                                | 0 – 2                                                                        | Uruguay                                                                      | Amichevole                                                                   | -                                                                            | 79’                                                                          |
| 11-6-2003                                                                    | Seul                                                                         | Corea del Sud                                                                | 0 – 1                                                                        | Argentina                                                                    | Amichevole                                                                   | -                                                                            |                                                                              |
| 25-9-2003                                                                    | Incheon                                                                      | Corea del Sud                                                                | 5 – 0                                                                        | Vietnam                                                                      | Qual. Coppa d'Asia 2004                                                      | -                                                                            |                                                                              |
| 27-9-2003                                                                    | Incheon                                                                      | Corea del Sud                                                                | 1 – 0                                                                        | Oman                                                                         | Qual. Coppa d'Asia 2004                                                      | -                                                                            |                                                                              |
| 19-10-2003                                                                   | Mascate                                                                      | Vietnam                                                                      | 1 – 0                                                                        | Corea del Sud                                                                | Qual. Coppa d'Asia 2004                                                      | -                                                                            |                                                                              |
| 21-10-2003                                                                   | Mascate                                                                      | Oman                                                                         | 3 – 1                                                                        | Corea del Sud                                                                | Qual. Coppa d'Asia 2004                                                      | -                                                                            |                                                                              |
| 24-10-2003                                                                   | Mascate                                                                      | Nepal                                                                        | 0 – 7                                                                        | Corea del Sud                                                                | Qual. Coppa d'Asia 2004                                                      | -                                                                            | 45’                                                                          |
| 4-12-2003                                                                    | Tokyo                                                                        | Hong Kong                                                                    | 1 – 3                                                                        | Corea del Sud                                                                | Coppa dell'Asia orientale 2003                                               | -                                                                            |                                                                              |
| 7-12-2003                                                                    | Saitama                                                                      | Corea del Sud                                                                | 1 – 0                                                                        | Cina                                                                         | Coppa dell'Asia orientale 2003                                               | -                                                                            |                                                                              |
| 14-2-2004                                                                    | Ulsan                                                                        | Corea del Sud                                                                | 5 – 0                                                                        | Oman                                                                         | Amichevole                                                                   | -                                                                            |                                                                              |
| 18-2-2004                                                                    | Suwon                                                                        | Corea del Sud                                                                | 2 – 0                                                                        | Libano                                                                       | Qual. Mondiali 2006                                                          | -                                                                            | 30’                                                                          |
| 31-3-2004                                                                    | Malé                                                                         | Maldive                                                                      | 0 – 0                                                                        | Corea del Sud                                                                | Qual. Mondiali 2006                                                          | -                                                                            | 61’                                                                          |
| 28-4-2004                                                                    | Incheon                                                                      | Corea del Sud                                                                | 0 – 0                                                                        | Paraguay                                                                     | Amichevole                                                                   | -                                                                            |                                                                              |
| 14-7-2004                                                                    | Seul                                                                         | Corea del Sud                                                                | 1 – 1                                                                        | Trinidad e Tobago                                                            | Amichevole                                                                   | -                                                                            | 66’                                                                          |
| 19-7-2004                                                                    | Jinan                                                                        | Corea del Sud                                                                | 0 – 0                                                                        | Giordania                                                                    | Coppa d'Asia 2004 - 1º turno                                                 | -                                                                            |                                                                              |
| Totale                                                                       |                                                                              | Presenze                                                                     | 106                                                                          |                                                                              | Reti                                                                         | 3                                                                            |                                                                              |